# The Hertz Corporation
The Hertz Corporation is een internationaal opererend Amerikaans autoverhuurbedrijf. Het bedrijf is in 1918 opgericht door Walter L. Jacobs en werd in 1923 overgenomen door John T. Hertz. Hertz is de grootste verhuurorganisatie voor voertuigen ter wereld en heeft vestigingen in meer dan 150 landen en op 11.400 locaties. Het bedrijf heeft veel vestigingen op vliegvelden en in stadscentra. Naast het merk Hertz is de groep ook eigenaar van de autohuurbedrijven Thrifty Car Rental en Dollar Rent A Car.

## Activiteiten
In totaal heeft Hertz 11.400 vestigingen, zowel in eigendom als franchise, wereldwijd. Hiervan zijn er zo'n 3400 op luchthavens gevestigd. Deze vestigingen zijn bijzonder actief en ze dragen relatief meer bij aan de verhuurtransacties en omzet. De auto's worden in meerderheid gehuurd door zakenmensen, zo'n 60% van het totaal, en de rest door particulieren voor vakantie doeleinden.
In 2023 had het bedrijf zo'n 590.000 voertuigen in de verhuur waarvan 125.000 buiten de Verenigde Staten. Een voertuig blijft gemiddelde zo'n 20 maanden bij het bedrijf in de Verenigde Staten en in de rest van de wereld ligt dit gemiddeld op 16 maanden. Met veel autofabrikanten heeft Hertz terugkoopafspraken gemaakt, de auto wordt na een zekere termijn weer verkocht aan de fabrikant tegen een vooraf vastgestelde prijsformule. De vier grootste fabrikanten van auto's waarmee Hertz zaken doet, zijn General Motors, Stellantis, Toyota en Ford. Deze vier leveren ongeveer iets meer dan de helft van de vloot.
In mei 2020, als gevolg van de coronapandemie, vroeg de groep in de VS bescherming aan tegen de schuldeisers in het land en Canada. Voor de andere internationale vestigingen heeft Hertz geen vergelijkbare bescherming aangevraagd. In maart 2021 maakten Knighthead Capital Management en Certares Management bekend Hertz te willen overnemen. Ze boden US$ 4,2 miljard voor het autoverhuurbedrijf. Verder werden de schuleisers gevraagd een deel van hun vordering op Hertz op te geven. In juni 2021 keurde de rechter en schuldeisers de transactie goed en per eind juni 2021 werd de bescherming tegen schuldeisers opgeheven.

## Geschiedenis
Walter L. Jacobs opende in september 1918 op 22-jarige leeftijd een autoverhuurbedrijf in Chicago. Hij startte met een dozijn Model Ford Ts, die hij zelf repareerde en overspoot. Jacobs breidde zijn bedrijf in vijf jaar uit tot een onderneming met een jaarlijkse omzet van 1 miljoen Amerikaanse dollar, voor die tijd een gigantisch bedrag.
In 1923 verkocht Jacobs zijn bedrijf aan John Hertz, president-directeur van Yellow Cab en Yellow Truck en Coach Manufacturing Company. Jacobs bleef aan in de directie van het bedrijf. Dit verhuurbedrijf, Hertz Drive-Ur-Self genaamd, werd in 1926 overgenomen door General Motors Corporation toen dat bedrijf Yellow Truck kocht van John Hertz. In 1932 opende Hertz Rent-A-Car de eerste verhuurvestiging op een vliegveld, Midway van Chicago. Jacobs bleef aan als bestuurder bij het bedrijf tot aan zijn vertrek in 1960, maar bleef tot 1968 betrokken bij het bedrijf.

## Beursnotatie
Hertz was tot 2001 genoteerd aan de New York Stock Exchange (NYSE) als HRZ toen Ford alle uitstaande aandelen opkocht. Op 22 december 2005 werd het bedrijf verkocht voor US$ 15 miljard, inclusief schulden, aan een groep private investeerders. Deze hebben het bedrijf in 2006 weer naar de NYSE gebracht tegen een introductiekoers van US$ 15. In augustus 2014 bereikte de aandelenkoers een piek van iets meer dan US$ 100. Na het beëindigen van het faillissement verhuisde de notering naar de NASDAQ in november 2021.